# Khanato dell'Orda Bianca
Il Khanato dell'Orda Bianca (kazako: Ақ Орда, Aq Orda, tataro: Ак Урда, Aq Urda, turco: Ak Ordu), è stato uno dei khanati dell'Impero Mongolo, nato attorno al 1226, dopo la morte di Gengis Khan, e dopo la successiva divisione del suo impero. Consisteva nella parte orientale del Khanato dell'Orda d'Oro, mentre quella occidentale era chiamata Khanato dell'Orda Blu.

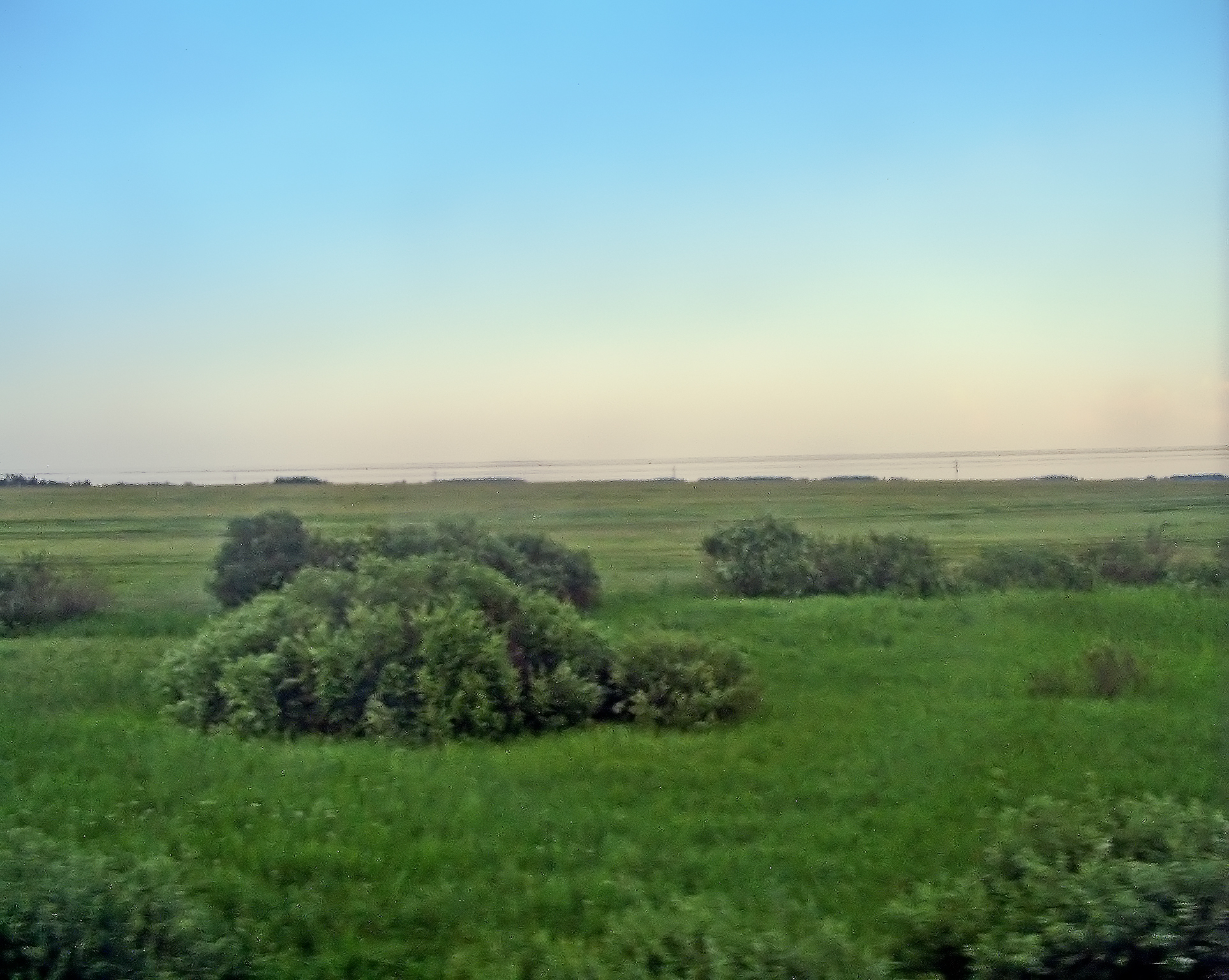
Tipica pianura della Siberia, territorio in parte dominato dell'Orda Bianca.

## Storia
Inizialmente copriva la parte orientale del territorio governato da Djuci, inclusa l'Asia centrale e la Siberia meridionale. Il primo Khan fu Orda Khan, figlio di Djuci. La capitale dell'Orda Bianca si trovava originariamente sul Lago Balkhash, ma in seguito fu trasferita a Sygnaq, sul fiume Syr-Darya, in Kazakistan. 
Nel 1364, durante il periodo di anarchia nell'Orda Blu, (1357-1380), Uros Khan, ottavo khan dell'Orda Bianca, divenne un khan controverso di entrambe le Orde, Blu e Bianca. Uros morì nel 1377, e suo nipote Toktamish strappò il controllo dell'Orda Bianca dal figlio di Uros, Temur Malik nel 1378, e riacquistò anche il controllo dell'Orda Blu. Toqtamish consolidò le due Orde, diventando il Khan della riformata Orda d'Oro.

## Lista Khan dell'Orda Bianca
- Orda Khan, (1226-1280), fondazione dell'Orda Bianca dalla divisione dei poteri nell'Impero Mongolo
- Kochu Khan (1280-1302)
- Bayan Khan (1302-1309)
- Sasi Buqa Khan (1309-1315)
- Ilbasan Khan (1315-1320)
- Mubarak Kwadja Khan (1320-1344)
- Chimtay Khan (1344-1361/1374)
- Uros Khan (1361/1374-1376), tentativo di comando di entrambe le Orde Blu e Bianca
- Toktakya Khan, (1376), succede Uros per un brevissimo periodo
- Temur Malik Khan, (1377), ucciso da Toktamish
- Toktamish Khan, (1377-1378), riunificazione permanente dell'Orda Bianca e Blu con l'Orda d'Oro